# Armeankovți, Gabrovo
Armeankovți (în bulgară Армянковци) este un sat în comuna Treavna, regiunea Gabrovo,  Bulgaria.

## Demografie
Componența etnică a satului Armeankovți
     Nicio identificare (100%)
     Altele (0%)
La recensământul din 2011, populația satului Armeankovți era de 1 locuitor.